# سازمان منطقه‌ای

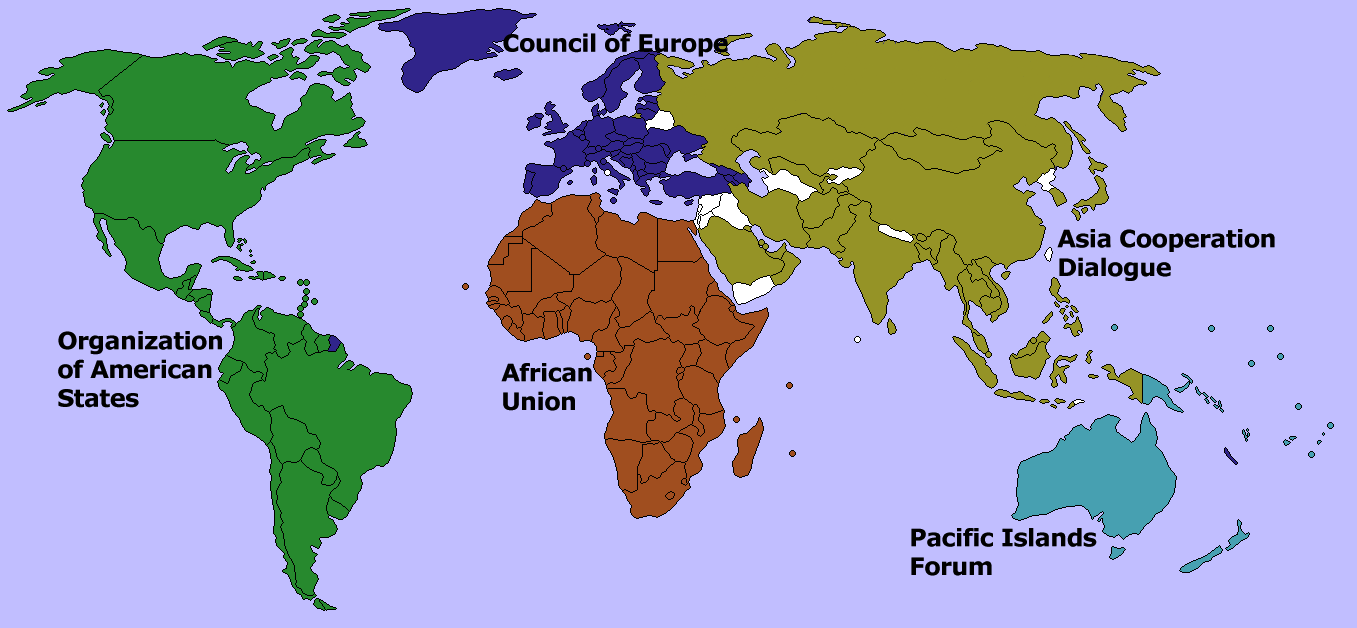
سازمان‌هایی که تقریباً همه کشورها را در قاره‌های مربوطه گروه‌بندی می‌کنند. توجه داشته باشید که ترکیه هم عضو شورای اروپا (CoE) و هم دیالوگ همکاری‌های آسیا (ACD) است. همچنین ببینید: سازمان بین‌المللی.

چندین سازمان منطقه‌ای کوچکتر با عضویت غیر همپوشانی.

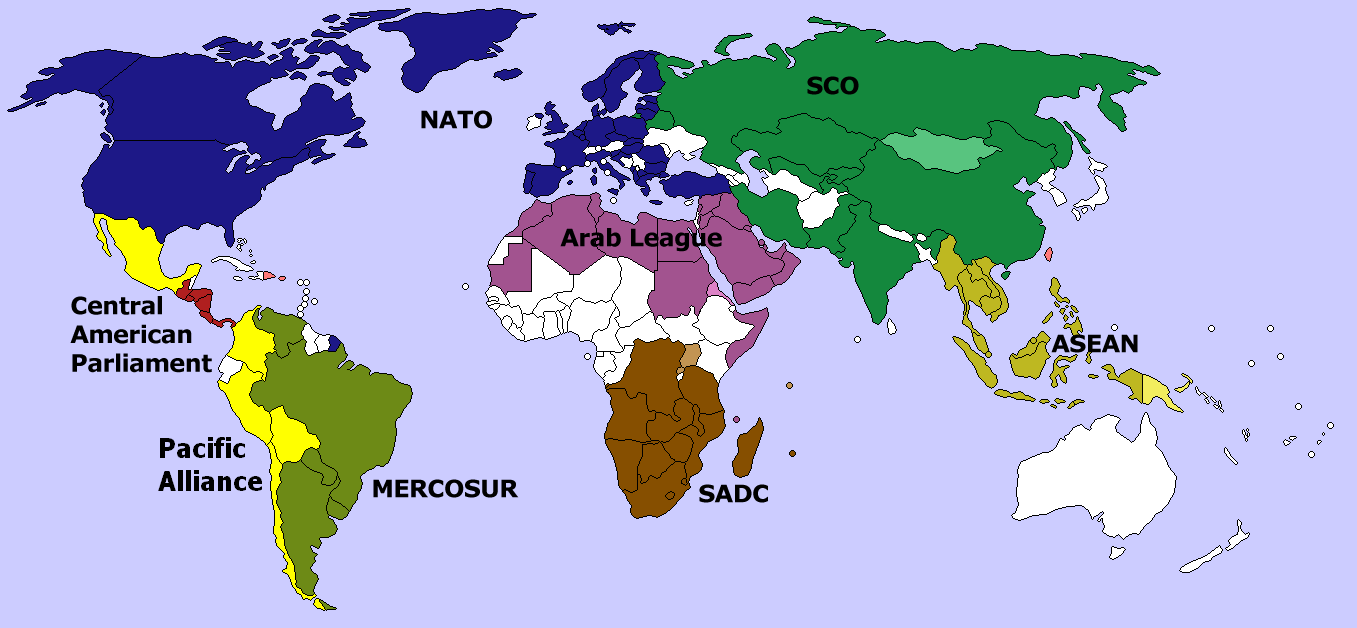
چندین اتحاد بزرگ غیر همپوشانی. رنگ‌های پاستلی نشان‌دهندهٔ کشورهای ناظر/همکار یا نامزد هستند.

سازمان‌های منطقه‌ای (ROs) به یک معنا سازمان‌های بین‌المللی (IOs) هستند، زیرا عضویت بین‌المللی را در بر می‌گیرند و موجودیت‌های ژئوپلیتیکی را در بر می‌گیرند که از نظر عملیاتی از یک دولت ملی فراتر می‌روند. با این حال، عضویت آنها با مرزها و مرزبندی‌های مشخصه برای یک جغرافیای مشخص و منحصربه‌فرد، مانند قاره‌ها، یا ژئوپلیتیک، مانند بلوک‌های تجاری، مشخص می‌شود. آنها برای تقویت همکاری و یکپارچگی سیاسی و اقتصادی یا گفتگو میان دولت‌ها یا نهادها در یک مرز جغرافیایی یا ژئوپلیتیکی محدود ایجاد شده‌اند. آنها هر دو الگوهای مشترک توسعه و تاریخ را بازتاب می‌کنند که از پایان جنگ جهانی دوم و همچنین پراکندگی ذاتی جهانی شدن پرورش یافته‌است، به همین دلیل است که ویژگی‌های نهادی آنها از همکاری سست تا یکپارچگی رسمی منطقه‌ای متفاوت است. بیشتر سازمان‌های منطقه‌ای تمایل دارند در کنار سازمان‌های چندجانبه تثبیت‌شده مانند سازمان ملل کار کنند. در حالی که در بسیاری از موارد از یک سازمان منطقه‌ای صرفاً به‌عنوان یک سازمان بین‌المللی یاد می‌شود، در بسیاری موارد دیگر استفاده از اصطلاح سازمان منطقه‌ای برای تأکید بر دامنه محدودتر یک عضویت خاص منطقی است.
نمونه‌هایی از سازمان‌های منطقه‌ای شامل اتحادیه آفریقا (AU)، اتحادیه کشورهای جنوب شرق آسیا (ASEAN)، اتحادیه عرب (AL)، اتحادیه مغرب عربی (AMU)، جامعه کارائیب (CARICOM)، شورای اروپا (CoE)، اتحادیه اقتصادی اوراسیا (EAEU)، اتحادیه اروپا (EU)، اتحادیه همکاری‌های منطقه‌ای جنوب آسیا (SAARC)، سازمان همکاری شانگهای، سازمان حقوقی مشورتی آسیایی–آفریقایی (AALCO)، اتحادیه مدیترانه (UfM)، اتحادیه کشورهای آمریکای جنوبی (ایالات متحده آمریکا).